# Bärengras
Das Bärengras (Xerophyllum tenax) ist eine der zwei Pflanzenarten der Gattung Xerophyllum. Im botanischen Sinne handelt es sich nicht um ein Gras, sondern es gehört zur Familie der Germergewächse (Melanthiaceae).

## Beschreibung
Bärengras ist eine ausdauernde krautige Pflanze, die Wuchshöhen zwischen 1,2 und 1,8 m erreicht. Die Wurzeln sind dick. Sie bildet holzige Rhizome aus, die in Knollen (mit „Tunika“) enden. Daraus treiben aufrechte und unverzweigte Sprossachsen, die erst nach einigen Jahren blühen und nach der Samenbildung absterben. Die spiralig zum großen Teil an der Basis, aber auch um den Stängel herum angeordneten Laubblätter sind dünn-linear, gekielt, zwischen 10 und 80 cm lang und 2 bis 4 mm breit. Der Blattrand ist gesägt.

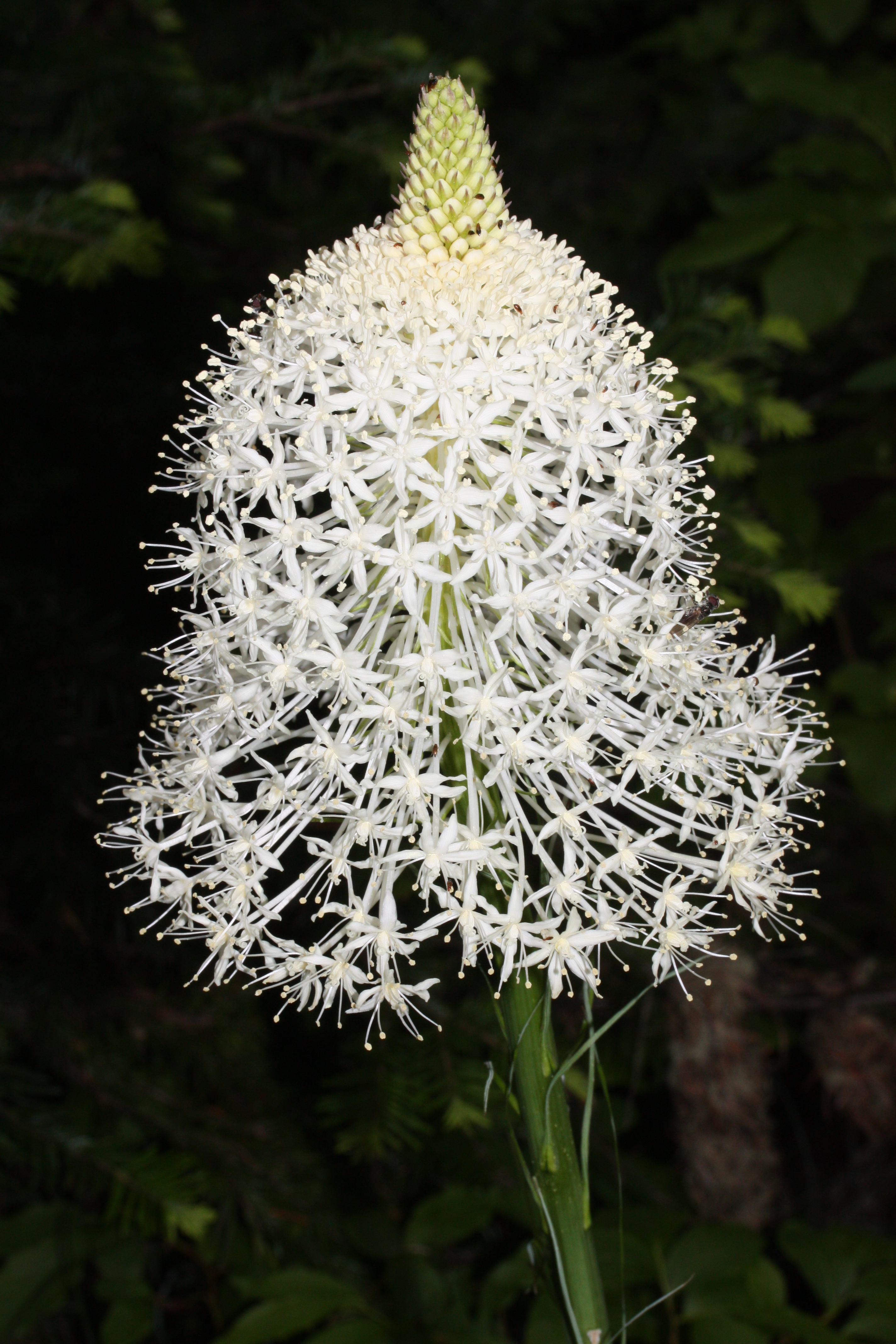
Blütenstand

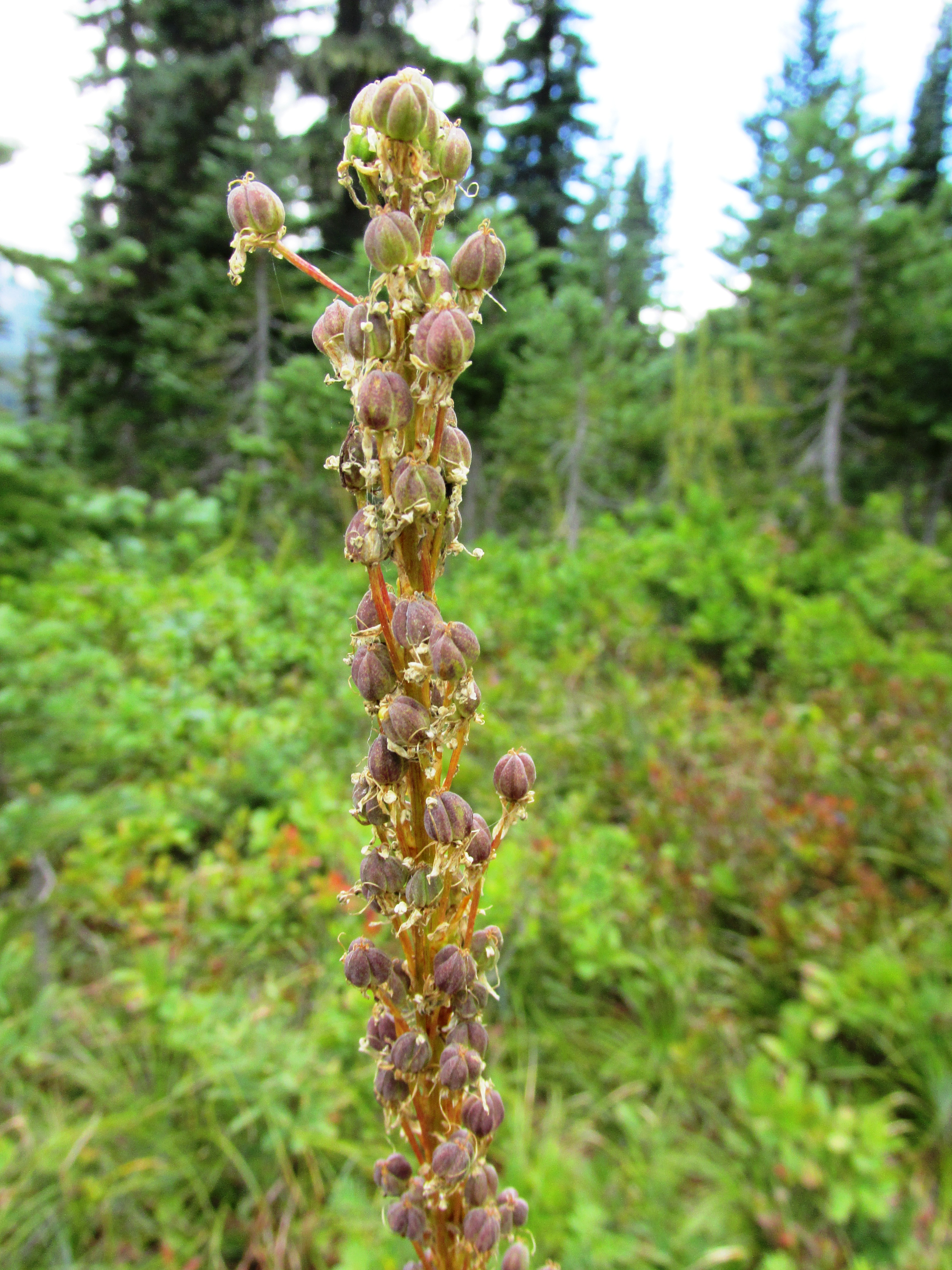
Bärengras fruchtend

Im Frühling oder Frühsommer wird ein 50 bis 70 cm hoher, endständiger traubiger Blütenstand gebildet mit eng stehenden Blüten und Hochblättern. Die kleinen, duftenden Blüten sind zwittrig und dreizählig. Die sechs mehr oder weniger gleichgestalteten, cremeweißen Blütenhüllblätter (Tepalen) sind 6 bis 9 mm lang und 2 bis 3 mm breit. Es sind zwei Kreise mit je drei Staubblättern vorhanden; sie sind 3 bis 4 mm lang. Drei Fruchtblätter sind zu einem oberständigen Fruchtknoten verwachsen. Die drei freien Griffel sind 4 mm lang.
Es werden 5 bis 7 mm lange, kugelige bis eiförmige, lokulizide Kapselfrüchte gebildet, die jeweils vier Samen je Fruchtfach enthalten. Die grünlich-braunen Samen sind dreikantig, 3 bis 4 mm groß und ungeflügelt.
Die Chromosomenzahl ist 2n = 30.

## Ökologie
Bärengras ist hervorragend an die in seinem Verbreitungsgebiet häufigen Waldbrände angepasst. Danach ist es oft die erste wieder wachsende Pflanzenart, da die Rhizome unterirdisch überdauern.

## Verbreitung
Bärengras besiedelt offene Nadelwälder, trockene Hänge, Geröllböden und Lichtungen und Höhenlagen bis 2.300 m. Es findet sich vor allem im Westen Nordamerikas, vom kanadischen British Columbia im Norden bis in das südliche Kalifornien und im Osten bis Wyoming. Es ist verbreitet in der Küstenkette, auf der Olympic-Halbinsel, in der Kaskadenkette, der nördlichen Sierra Nevada und in den Rocky Mountains.

## Kulturelle Bedeutung
Die Fasern der Blätter des Bärengrases wurden von den indianischen Ureinwohnern zu Bekleidung und dekorativen wasserdichten Körben verwoben. Die fleischigen Rhizome wurden mehrere Tage lang geröstet und dann gegessen.
Heute werden die Laubblätter häufig als Bindegrün in der Floristik eingesetzt.

## Systematik
Der deutsch-kanadische Botaniker Frederick Traugott Pursh beschrieb diese Art 1813/14 unter dem Namen Helonias tenax in Fl. Amer. sept. 1:243, t. 9, 1813–1814. Der heute gültige Name wurde vom englischen Botaniker Thomas Nuttall 1818 veröffentlicht in Gen. N. Amer. pl., 1818, 1:235.